# Astrid e Raphaëlle
Astrid e Raphaëlle (Astrid et Raphaëlle) è una serie televisiva franco-belga di genere poliziesco ideata da Alexander de Seguins e Laurent Burtin,  prodotta da JLA Productions, France Télévisions e BE-Films e trasmessa dal 2019 dall'emittente France 2. Protagoniste della serie sono Sara Mortensen e Lola Dewaere.
La serie consta di cinque stagioni, composte da 40 episodi e un episodio pilota.  In Francia, l'episodio pilota, intitolato Hantise è andato in onda il 12 aprile 2019; in Italia la serie è trasmessa dall'emittente Giallo e il primo episodio è andato in onda in prima visione il 25 ottobre 2020. Inoltre, la serie viene trasmessa anche nella Svizzera italiana dal 28 dicembre 2021 su RSI LA1.

## Trama
Raphaëlle Coste, comandante di polizia di un distretto di Parigi, dopo aver conosciuto Astrid Nielsen, una criminologa trentenne autistica e che lavora come archivista presso l'archivio criminale, viste le capacità deduttive e mnemoniche di quest'ultima, decide di avvalersene per risolvere intricati casi di omicidio.

## Personaggi e interpreti
- Raphaëlle Coste, interpretata da Lola Dewaere[2][3]: è  comandante di polizia.
- Astrid Nielsen, interpretata da Sara Mortensen (da adulta) e da Sylvie Filloux (da adolescente): criminologa, collabora con la comandante Coste nelle indagini[1][4][7].
- Nicolas Perran, capitano di polizia segretamente innamorato di Raphaelle.
- Théo, interpretato da Timi-Joy Marbot: è il figlio di Raphaëlle.
- Dottor Henry Fournier, interpretato da Husky Kihal: è il medico legale[4].

## Episodi
| Stagione         | Episodi | Prima TV Francia | Prima TV in italiano |
| ---------------- | ------- | ---------------- | -------------------- |
| Prima stagione   | 9       | 2019             | 2020                 |
| Seconda stagione | 8       | 2021             | 2021                 |
| Terza stagione   | 8       | 2022             | 2022                 |
| Quarta stagione  | 8       | 2023             | 2023                 |
| Quinta stagione  | 8       | 2024             | 2024                 |

## Ascolti

### Francia
In Francia, la prima stagione della serie ha registrato una media di 4,2 milioni di telespettatori, con una punta massima di 5,2 milioni di telespettatori registrata nel settimo episodio.